# Oreobolus kuekenthalii
Oreobolus kuekenthalii là loài thực vật có hoa trong họ Cói. Loài này được Steenis ex Kük. mô tả khoa học đầu tiên năm 1938.